# Kulmbach
Kulmbach er administrationsby (Große Kreisstadt) i Landkreis Kulmbach, Regierungsbezirk Oberfranken i den tyske delstat Bayern.
Byen er kendt for sit øl (Kulmbacher Bierwoche), sin Kulmbacher Bratwurst og Plassenburg, der ligger på et bjerg ovenfor byen.

## Geografi
Kulmbach ligger midt i den bayerske Regierungsbezirk Oberfranken omkring 25 km nordvest for Bayreuth. I den vestlige udkant danner de to kildefloder Roter og Weißer Main ved deres sammenløb floden Main.

### Inddeling
Kulmbach er inddelt i følgende bydele, landsbyer og bebyggelser
| - centrum (ca. 8.655 indbyggere) - bydelen "Am Galgenberg" (ca. 4.224 indbyggere) - industriegebiet (ca. 123 indbyggere) - Pörbitsch (ca. 754 indbyggere) - Blaich (ca. 2.029 indbyggere) - Kauernburg (ca. 584 indbyggere) - Weiher (ca. 639 indbyggere) - Herlas (ca. 526 indbyggere) - Forstlahm (ca. 622 indbyggere) - Leuchau (ca. 459 indbyggere) - Wickenreuth (ca. 68 indbyggere) - Mangersreuth (ca. 904 indbyggere) - Donnersreuth/Gößmannsreuth (ca. 103 indbyggere) - Ober-/Unterzettlitz (ca. 172 indbyggere) - Windischenhaig/Hitzmain/Aff. (ca. 320 indbyggere) - Katschenreuth (ca. 887 indbyggere) | - Melkendorf (ca. 730 indbyggere) - Seidenhof (ca. 451 indbyggere) - Burghaig (ca. 1.71 indbyggere) - Petzmannsberg (ca. 1.898 indbyggere) - Metzdorf (ca. 723 indbyggere) - Ziegelhütten (ca. 1.369 indbyggere) - Niederndobrach (ca. 214 indbyggere) - Höferänger (ca. 219 indbyggere) - Lehenthal (ca. 284 indbyggere) - Baumgarten (ca. 133 indbyggere) - Grafendobrach (ca. 16 indbyggere) - Lösau (ca. 126 indbyggere) - Kirchleus (ca. 288 indbyggere) - Ober-/Unterdornlach (ca. 194 indbyggere) - Altenreuth/Höfstetten (ca. 59 indbyggere) |

## Historie
Navnet Kulmbach forekommer første gang som kulma i forbindelse med en gaveoverdragelse, der er nævnt i Alkuinbibelen mellem 1028 og 1040. Navnet stammer fra en bæk der kommer fra bjerget.
Da greveslægten fra Schweinfurts mandelinje uddøde, kom Kulmbach ved ægteskab med Arnold von Dießen under slægten Dießen-Andechs.
Greverne erhvervede områderne omkring Kulmbach og byggede i første tredjedel af det 12. århundrede den første del af Plassenburg og grundlagde dermed den øvre del af den nuværende by.
Omkring 1231 fik Kulmbach stadsrettigheder.
Efter årelange arvestridigheder faldt Plassenburg og dermed Kulmbach i 1260 til den thüringske greveslægt Orlamünde. Den fuldendte det nye Plassenburg og grundlagde klosteret Himmelkron; til slut pantsatte de både borg og by. I 1340 overtog Borggrevskabet Nürnberg Hohenzollernslægten Kulmbach og Plassenburg efter den sidste Olamünders død.
Indtil det 17. århundrede var Plassenburg residens for borggreverne og senere det hohenzollerske Fyrstedømmet Bayreuth/Fyrstedømmet Kulmbach (eller Brandenburg-Kulmbach eller til 1604 Brandenburg-Bayreuth).
Ved den gunstige placering ved vejene mellem Bamberg, Nürnberg, Eger, Hof og Leipzig blomstrede handlen. I 1398 var befolkningen i Kulmbach mellem 1500 og 2000.